# Liqeni i Vaut të Dejës
Liqeni i Vaut të Dejës är en reservoar i Albanien. Den ligger i den norra delen av landet, 80 km norr om huvudstaden Tirana. Liqeni i Vaut të Dejës ligger 70 meter över havet. Arean är 15,4 kvadratkilometer. Den sträcker sig 8,1 kilometer i nord-sydlig riktning, och 9,2 kilometer i öst-västlig riktning.
I omgivningarna runt Liqeni i Vaut të Dejës växer i huvudsak barrskog.  Runt Liqeni i Vaut të Dejës är det ganska tätbefolkat, med 96 invånare per kvadratkilometer.